# Félix-Charles Douay

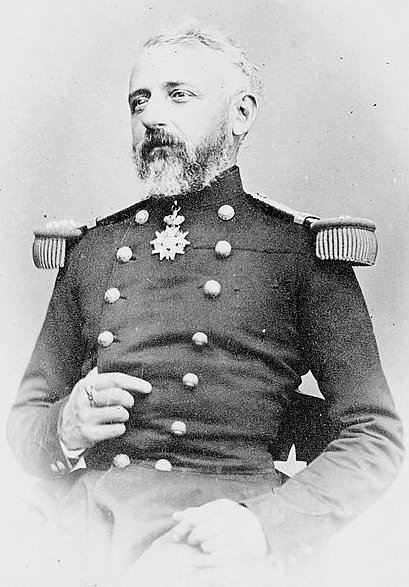
General Felix Douay

Félix-Charles Douay (* 14. August 1816 in Paris; † 4. Mai 1879 ebenda) war ein französischer General.

## Leben
Mit 16 Jahren trat Félix-Charles Douay 1832 als einfacher Soldat in die französische Marineinfanterie ein und wurde bereits sechs Jahre später zum Leutnant befördert. 1849 nahm er an der Expedition nach Rom, 1853 am Feldzug in Algerien und 1854 am Krimkrieg teil. 1855 avancierte Douay zum Oberst und nahm als solcher unter Marschall Adolphe Niel am Feldzug in Italien teil. Er kämpfte in der Schlacht bei Magenta (4. Juni 1859) mit, wurde während der Schlacht von Solferino am 24. Juni 1859 schwer verwundet und danach zum Brigadegeneral befördert.
Zu Beginn der Französischen Intervention in Mexiko begab sich Douay 1862 mit Verstärkungstruppen in dieses nordamerikanischen Land, wurde im Januar 1863 zum Divisionsgeneral ernannt und schlug den mexikanischen General Uraga, der Mexiko mit 15.000 Indianern bedrohte. Nach seiner Rückkehr nach Frankreich im März 1867 wurde er Adjutant des Kaisers Napoleon III. und Kommandant der 1. Infanteriedivision in Paris.
Beim Ausbruch des Deutsch-Französischen Kriegs im Juli 1870 erhielt Douay das Kommando über das 7. Armeekorps, das sich bei Belfort sammelte. Da es noch nicht völlig einsatzbereit war, konnte nur eine seiner Divisionen an der Schlacht bei Wörth (6. August 1870) teilnehmen, da Douay der Täuschung beim Käferholz erlag. Nach der dortigen französischen Niederlage wurde Douay mit dem Rest seiner Truppen nach Châlons-sur-Marne berufen, wo er sich mit Mac-Mahon vereinigte und unter dessen Befehl nach Metz zog. Er kämpfte am 31. August bei Mouzon und am 1. September bei Floing und Illy gegen das 5. und 11. preußische Korps und geriet bei der Kapitulation von Sedan am 2. September 1870 in deutsche Kriegsgefangenschaft.
Nach dem Friedensschluss erhielt Douay das Kommando der bei Auxerre formierten Truppen, mit denen er in den Kämpfen gegen die Pariser Kommune am 6. Mai 1871 Boulogne besetzte und nach einer Reihe von Gefechten der erste war, der am 22. Mai in die Hauptstadt eindrang. Aufgrund seiner entschlossenen Führung und Umsicht  wurde der von den Kommunarden in Brand gesteckte Louvre am 26. Mai 1871 vor der völligen Zerstörung gerettet sowie am nächsten Tag der Stadtbezirk Belleville eingenommen. Wenige Tage nach der Unterwerfung der Stadt wurde Douay mit seinem Armeekorps nach Lyon entsandt und ihm der Oberbefehl über die Territorial-Militärdivision der Rhône übertragen. Nach der Reorganisation der französischen Armee 1873 erhielt er das Kommando des 6. Armeekorps in Châlons-sur-Marne, wurde Mitglied der Verteidigungskommission und 1879 einer der neu ernannten Generalinspekteure. Er starb am 4. Mai 1879 im Alter von 62 Jahren in Paris.
Sein älterer Bruder, Charles Abel Douay (1809–1870), fiel als Kommandeur der 2. Division im Korps Mac-Mahons am 4. August 1870 bei Weißenburg.